# رائول بلن
رائول بلن (اسپانیایی: Raúl Belén‎; ۱ ژوئیهٔ ۱۹۳۱ – ۲۲ اوت ۲۰۱۰) بازیکن فوتبال اهل آرژانتین بود.
از باشگاه‌هایی که در آن بازی کرده‌است می‌توان به باشگاه فوتبال راسینگ کلاب اشاره کرد.
وی همچنین در تیم ملی فوتبال آرژانتین بازی کرده است.